# Liste der Eisschnelllaufweltbestleistungen über 10.000 Meter Frauen
Diese Liste enthält alle von der Internationalen Eislaufunion nicht offiziell als Weltrekorde im Eisschnelllauf anerkannten Läufe der Frauen über 10.000 Meter (Weltbestleistung).
| Nr.                                                                   | Sportlerin                | Zeit     | Datum             | Ort                      | Besonderheiten | Bestand               |
| --------------------------------------------------------------------- | ------------------------- | -------- | ----------------- | ------------------------ | -------------- | --------------------- |
| 1                                                                     | Zofia Nehringowa          | 23:48,50 | 30. Dezember 1935 | WEV-Eisbahn              | H I, Bf, En    | 17 Jahre und 42 Tage  |
| 2                                                                     | Elżbieta Niemczyk         | 22:46,40 | 10. Februar 1953  | Tor Cos                  | H I, Bf, En    | 18 Jahre und 351 Tage |
| 3                                                                     | Gré Donker                | 21:52,10 | 27. Januar 1972   | Jaap Edenbaan            | H I, Bf, Ek    | 8 Jahre und 37 Tage   |
| 4                                                                     | Alida Pasveer             | 19:48,30 | 4. März 1980      | Kardinge                 | H I, Bm, Ek    | 12 Tage               |
| 5                                                                     | Nancy Swider-Peltz        | 17:37,35 | 16. März 1980     | Idrettsplass Savalen     | H II, Bf, En   | 3 Jahre und 361 Tage  |
| 6                                                                     | Marieke Stam              | 17:20,00 | 11. März 1984     | De Meent                 | H I, Bf, Ek    | 5 Tage                |
| 7                                                                     | Ineke Kooiman-van Homoet  | 16:56,80 | 16. März 1984     | IJsbaan Kennemerland     | H I, Bm, Ek    | 356 Tage              |
| 8                                                                     | Bjørg Eva Jensen          | 16:49,82 | 7. März 1985      | Idrettsplass Savalen     | H II, Bf, En   | 2 Jahre und 4 Tage    |
| 9                                                                     | Andrea Ehrig-Mitscherlich | 16:27,80 | 11. März 1987     | Eissportkomplex Küchwald | H I, Bf, Ek    | 1 Jahr und 5 Tage     |
| 10                                                                    | Grietje Mulder            | 15:56,81 | 16. März 1988     | Thialf                   | H I, Bh, Ek    | 3 Tage                |
| 11                                                                    | Yvonne van Gennip         | 15:25,25 | 19. März 1988     | Thialf                   | H I, Bh, Ek    | 6 Jahre und 8 Tage    |
| 12                                                                    | Gunda Niemann             | 14:22,60 | 27. März 1994     | Olympic Oval             | H III, Bh, Ek  | 11 Jahre und 361 Tage |
| Einführung des Klappschlittschuhs                                     |                           |          |                   |                          |                |                       |
| 13                                                                    | Martina Sáblíková         | 14:08,28 | 23. März 2006     | Olympic Oval             | H III, Bh, Ek  | 357 Tage              |
| amtierende Eisschnelllauf-Weltbestleistungshalterin über 10.000 Meter |                           |          |                   |                          |                |                       |
| 14                                                                    | Martina Sáblíková         | 13.48,33 | 15. März 2007     | Olympic Oval             | H III, Bh, Ek  | 18 Jahre und 157 Tage |

- Stand: 27. September 2013[1]
- In den 1990er Jahren kam der Klappschlittschuh international erstmals zum Einsatz. Das Klappsystem, welches ein schnelleres Laufen ermöglicht, läutete spätestens seit den Olympischen Winterspielen 1998 den Wechsel ein.

Die Kürzel in „Besonderheiten“ bedeuten
- H = Höhenlage der Bahn; H I = bis 500 Meter, H II = über 500 Meter, H III = über 1000 Meter
- B = Anlage der Bahn; Bf = Freiluft (offen), Bh = Hallenbahn, Bm = Mix (halboffen, überdachte Laufbahn)
- E = Eis; Ek = Künstlich (Kühlsystem), En = Natureis (ohne technisches Kühlsystem)